# Margarete Luise Schick
Margarete Luise Schick (Hamel de soltera; 26 de abril de 1773 – 29 de abril de 1810), era una soprano alemana. Fue miembro de la Ópera Real de Berlín y era conocida por interpretar papeles protagónicos de óperas de Gluck con una dicción precisa acompañada de una buena actuación. Cantó como solista en la coronación de Leopoldo II bajo la batuta de Mozart.

## Carrera
Margarete Luise Hamel nació en Maguncia. Su padre era el fagotista Johann Nepomuk Hamel (1728–1792), que tocó para el elector Friedrich Karl Joseph von Erthal. Su madre era Juliana Keller (nacida en 1745). Su padre le dio lecciones de piano desde los seis años y la cantante y profesora de canto Franziska Hellmuth se encargó de su formación como cantante desde una temprana edad. A los diez años se mudó a Würzburg para estudiar con Stephan con el patrocinio del elector. Debutó en el escenario en Maguncia en 1788 en el papel principial de Lilla, un singspiel de Vicente Martín y Soler, bajo la dirección de Vincenzo Righini, director de la Kurfürstliches Orchester de 1785 a 1793.
Actuó como solista en la coronación de Leopoldo II en Fráncfort en 1790, en la Krönungsmess (misa de coronación) de Righini y en un concierto dirigido por Wolfgang Amadeus Mozart. Se casó con Ernst Johann Christoph Schick, concertino de la Kurmainzische Kapelle y compositor. Interpretó a Zerlina en la primera representación alemana de Don Giovanni de Mozart el 13 de marzo de 1789 en Maguncia y en la del el 3 de mayo en Fráncfort con Karl David Stegmann en el papel protagonista.
En 1793 entró a formar parte de la Königliche Oper Berlin (Ópera Real de Berlín). Apareció en óperas de Mozart y Gluck y fue considerada una de las principales cantantes alemanas de su era. Cantaba en alemán con dicción precisa y se la alababa por sus dotes de actuación. August Wilhelm Iffland la preparó para el papel principal de Ifigenia en Táuride de Gluck.
Interpretó, entre otros papeles, a Myrrha en Das unterbrochene Opferfest de Winter en 1779, Antigone en Oedipus de Sacchini, Didon de la ópera homónima de Piccini en 1799; en 1801, a Vitellia de La clemencia de Tito de Mozart, en 1802 a la Condesa de Las bodas de Fígaro; en 1805 el papel principal de Armida de Gluck y en 1808 la protagonista de su Orfeo y Eurídice; y Malvina en Uthal de Méhul. Bernhard Anselm Weber compuso para ella el  Compuso para su el monodrama Hero en 1800 y el duodrama Solmalle en 1802.
Murió en Berlín y fue enterrada el 3 de mayo de 1810 en el cementerio de la catedral.

## Obras de consulta
- Heinrich Welti (1890), «Schick, Margarete Luise», Allgemeine Deutsche Biographie (ADB) (en alemán) 31, Leipzig: Duncker & Humblot, pp. 167-169.
- Carl Friedrich Zelter, Margarethe Luise Schick, en: Allgemeine Musikalische Zeitung, Jg. 11, Nr. 48 vom 30. August 1809, Sp. 753@–763
- Konrad Levenzow, Leben und Kunst der Frau Margarete Luise Schick, gebornen Hamel, Königl. Preuss. Kammersängerin und Mitgliedes des Nationaltheaters zu Berlin. Mit dem Bildnisse der Künstlerin nach der Büste von F. Wichmann, Berlin: Duncker & Humblot 1809 Digitalisat
- Carl von Ledebur, Tonkünstler-Lexicon Berlin's, Berlín 1861, S. 501–503